# Teenage Dream: The Complete Confection
Teenage Dream: The Complete Confection —en español: Sueño adolescente: La confección completa— es una reedición del segundo álbum de estudio de la cantautora estadounidense Katy Perry, Teenage Dream (2010). Fue lanzado el 23 de marzo de 2012 por Capitol Records, casi dos años después del álbum original. Perry colaboró con productores, incluidos Tricky Stewart, para perfeccionar material sobrante de las sesiones de grabación en Playback Recording Studio para Teenage Dream. El producto final presenta tres canciones recién grabadas, que incorporan estilos pop previamente vistos en el álbum original, una versión acústica de «The One That Got Away» y tres remezclas oficiales adicionales.
Tras su lanzamiento, Teenage Dream: The Complete Confection obtuvo buena recepción por parte de los críticos de música, quienes mostraron ambivalencia hacia la producción de las nuevas canciones pero cuestionaron la decisión de reeditar Teenage Dream. Como lanzamiento independiente, la reedición alcanzó el top diez en Australia, Nueva Zelanda, el Reino Unido y los Estados Unidos, y vendió un millón de copias a nivel mundial para finales de 2012.
Se lanzaron dos sencillos de Teenage Dream: The Complete Confection. El primer sencillo, «Part of Me», debutó en el número uno en el Billboard Hot 100 de Estados Unidos, mientras que el segundo sencillo, «Wide Awake», alcanzó el número dos en el país. Ambas canciones fueron posteriormente certificadas quíntuple platino por la Asociación de la Industria de Grabación de América (RIAA). El disco fue promovido aún más con actuaciones en vivo durante la 54.ª entrega de los Premios Grammy y los Premios Billboard de la Música 2012, además del documental autobiográfico Katy Perry: Part of Me (2012).

## Antecedentes
En agosto de 2010, Perry lanzó su tercer álbum de estudio, Teenage Dream. Durante la grabación del disco, recibió apoyo y colaboró con productores como Dr. Luke y Max Martin. Tras su lanzamiento, Teenage Dream se convirtió en un éxito comercial mundial: debutó en el número uno tanto en el Billboard 200 de Estados Unidos como en el UK Albums Chart, y alcanzó altas posiciones en otros países. El proyecto recibió críticas mixtas por parte de los expertos en música, obteniendo una puntuación promedio de 52 en Metacritic, en base a opiniones variadas o promedio basados en 19 reseñas. Lo que indica «críticas generalmente mixtas o promedio». Después de que sus sencillos «California Gurls», «Teenage Dream», «Firework», «E.T.» y «Last Friday Night (T.G.I.F.)» alcanzaran cada uno la cima del Billboard Hot 100 de Estados Unidos, Teenage Dream se convirtió en el segundo álbum en la historia en producir cinco sencillos número uno en la lista después de Bad de Michael Jackson.
En octubre de 2011, el productor Tricky Stewart confirmó que estaba trabajando con Katy Perry para perfeccionar material adicional de las sesiones de grabación de Teenage Dream con miras a un proyecto especial que ella tenía en mente.Perry anunció oficialmente Teenage Dream: The Complete Confection en febrero de 2012, presentándolo como la «historia completa» del álbum original. En este lanzamiento expandido incluirían tres canciones nuevas grabadas y cuatro remixes adicionales para complementar la edición estándar del álbum original. Perry comentó: «Fue un honor increíble igualar el récord de [Michael Jackson] en el Billboard Hot 100, pero estoy avanzando y tenía algunas cosas que quería expresar».

## Material nuevo

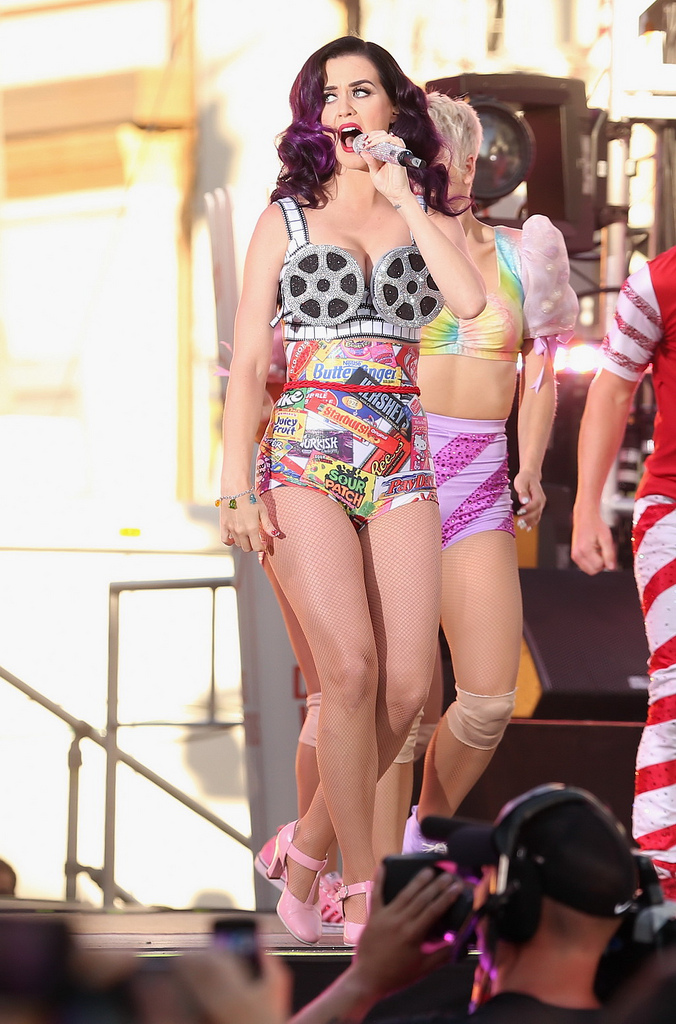
Perry interpretando «Part of Me» en el estreno de Katy Perry: Part of Me.

Tricky Stewart afirmó que él y Perry «siempre supieron que los discos [que crearon] eran especiales [y] en ese momento fue más una obligación contractual [que no hicieran el álbum]». Explicó que originalmente fueron excluidos del proyecto para equilibrar el disco original con pistas de otros productores, además de que Perry no necesitaba más canciones en ese momento. El álbum expandido comienza con las doce pistas incluidas en la versión estándar de Teenage Dream. El material recién grabado para la reedición, que se hizo exclusivamente para el álbum, comienza con una interpretación acústica de «The One That Got Away» como la decimotercera pista. «Part of Me» es una canción de power pop que líricamente actúa como un «himno de ruptura emocional». Se especuló que su concepto fue inspirado por la relación de Perry con su exesposo Russell Brand.
«Wide Awake» es una balada romántica de tempo medio que se inspira en el pop electrónico y el baile. Líricamente, aborda el final de una relación y se dice que fue influenciada por la experiencia de Katy Perry con Brand. Por otro lado, «Dressin' Up» es una canción uptempo que combina elementos de dance-rock y techno, con contenido lírico que algunos críticos han descrito como «sobre-sexualizado». La decimoséptima pista es un remix de «E.T.» con nuevos versos proporcionados por Kanye West, mientras que la decimoctava canción es un remix de «Last Friday Night (T.G.I.F.)» con la participación de Missy Elliott. La decimonovena y última pista, «Tommie Sunshine's Megasix Smash-Up», incorpora elementos de los sencillos anteriores de Perry «California Gurls», «Teenage Dream», «Firework», «E.T.», «Last Friday Night (T.G.I.F.)» y «The One That Got Away».

## Canciones y promoción
«Part of Me» se lanzó como el sencillo principal de Teenage Dream: The Complete Confection el 13 de febrero de 2012. Obtuvo buena recepción de los críticos de música y se convirtió en la vigésima canción en la historia de Billboard en debutar en el número uno del Billboard Hot 100 de Estados Unidos. También fue certificada doble platino por la Asociación de la Industria de Grabación de América (RIAA) por superar las ventas de dos millones de copias. La canción también alcanzó el número uno en Nueva Zelanda y tuvo un desempeño moderado en otros territorios internacionales. «Wide Awake» fue lanzado como el segundo y último sencillo de The Complete Confection el 22 de mayo de 2012. Llegó al número dos en el Billboard Hot 100 y tuvo un éxito moderado a nivel mundial. Esta canción fue nominada al Premio Grammy a la «Mejor Interpretación Pop Solista» en la ceremonia de 2013, pero perdió ante «Set Fire to the Rain» de Adele.
Perry interpretó «Part of Me» en la 54.ª edición de los Premios Grammy el 12 de febrero de 2012 y cantó «Wide Awake» en los Premios Billboard de la Música 2012 el 20 de mayo. The Complete Confection también fue promocionado a través de la película Katy Perry: Part of Me (2012), que siguió a Perry durante su gira California Dreams Tour. Un boleto dorado para asistir al estreno de la película se colocó dentro de una copia estadounidense y una copia canadiense del disco.

## Recepción de la crítica
Melissa Maerz de Entertainment Weekly opinó que el material recién grabado «se vuelve obsoleto», pero afirmó que el disco contiene «algunos bocados musicales deliciosos», incluyendo «Dressin' Up» y la versión acústica de «The One That Got Away». Escribiendo para PopMatters, Jesse Fox consideró que el disco «obviamente no es perfecto», pero sugirió que su naturaleza divertida ayudó a Perry a «[sacarlo adelante] como un brillante, extravagante, efímero, explosivo, casi abrasivo, y asombroso fuego artificial». Un escritor de Blogcritics apreció la diversidad musical de «The Complete Confection» y opinó que su contenido lírico convierte al álbum en un viaje a través del amor, la vida y todo lo demás.

## Rendimiento comercial
En Estados Unidos, Teenage Dream: The Complete Confection impulsó las ventas del álbum original, llevándolo de nuevo al top ten del Billboard 200 en el número siete con ventas de 33 000 copias en su primera semana. Esto representó un aumento del 190% en comparación con la semana anterior, cuando el álbum original ocupaba el número 31. Una situación similar ocurrió en la lista de álbumes del Reino Unido, donde The Complete Confection ayudó a Teenage Dream a subir del número 34 al número seis después del lanzamiento del primero. Alcanzó el número dos en la lista oficial de música de Nueva Zelanda, impulsado por las ventas combinadas de ambas versiones.
En otros lugares, The Complete Confection tuvo un desempeño moderado como un lanzamiento independiente en las listas. En Europa, el álbum alcanzó respectivamente los números 14 y 29 en las listas de Flandes y Valonia en Bélgica, ambas gestionadas por Ultratop. También llegó al número cuatro en la lista de álbumes de Francia y al número 18 en la lista oficial de Finlandia. El proyecto fue menos exitoso en las listas MegaCharts de los Países Bajos y Sverigetopplistan de Suecia, donde alcanzó los números 44 y 48 respectivamente. En Oceanía, alcanzó el número cinco en las listas ARIA de Australia. Según la Federación Internacional de la Industria Fonográfica (IFPI), el álbum fue el 50° lanzamiento más vendido de 2012, con un millón de copias vendidas.

## Premios y nominaciones
| Premio                             | Categoría                                    | Nominado(s)             | Resultado | Ref.          |
| ---------------------------------- | -------------------------------------------- | ----------------------- | --------- | ------------- |
| ASCAP de la Música                 | Canción más escuchada                        | «E.T.» (con Kanye West) | Ganadora  | [ 44 ]        |
| ASCAP de la Música                 | Canción más escuchada                        | «Part of Me»            | Ganadora  | [ 44 ]        |
| ASCAP de la Música                 | Canción más escuchada                        | «Wide Awake»            | Ganadora  | [ 44 ]        |
| ASCAP de la Música                 | Canción más escuchada                        | «Wide Awake»            | Ganadora  | [ 45 ]        |
| 55.ª edición de los Premios Grammy | Mejor interpretación pop solista             | «Wide Awake»            | Nominada  | [ 46 ]        |
| MTV Europe Music Awards            | Mejor video                                  | «Wide Awake»            | Nominada  | [ 47 ]        |
| MTV Italian Music Awards           | Mejor vídeo con letras                       | «E.T.» (con Kanye West) | Nominada  | [ 48 ]        |
| MTV Video Music Awards             | Mejor colaboración                           | «E.T.» (con Kanye West) | Ganadora  | [ 49 ]        |
| MTV Video Music Awards             | Mejor dirección artística                    | «E.T.» (con Kanye West) | Nominada  | [ 49 ]        |
| MTV Video Music Awards             | Mejor dirección                              | «E.T.» (con Kanye West) | Nominada  | [ 49 ]        |
| MTV Video Music Awards             | Mejor edición                                | «E.T.» (con Kanye West) | Nominada  | [ 49 ]        |
| MTV Video Music Awards             | Mejores efectos especiales                   | «E.T.» (con Kanye West) | Ganadora  | [ 49 ]        |
| MTV Video Music Awards             | Vídeo del año                                | «Wide Awake»            | Nominada  | [ 50 ]        |
| MTV Video Music Awards             | Mejores efectos visuales                     | «Wide Awake»            | Nominada  | [ 50 ]        |
| MTV Video Music Awards             | Mejor dirección artística                    | «Wide Awake»            | Ganadora  | [ 50 ]        |
| MTV Video Music Awards             | Mejor vídeo femenino                         | «Part of Me»            | Nominada  | [ 50 ]        |
| MuchMusic Video Awards             | Vídeo internacional del año - Artista        | «E.T.» (con Kanye West) | Nominada  | [ 51 ]        |
| Music Video Production Awards      | Mejor vídeo pop                              | «Wide Awake»            | Ganadora  | [ 52 ]        |
| Music Video Production Awards      | Mejor dirección de una artista femenina      | «Wide Awake»            | Nominada  | [ 52 ]        |
| People's Choice Awards             | Canción favorita                             | «E.T.» (con Kanye West) | Ganadora  | [ 53 ] [ 54 ] |
| People's Choice Awards             | Vídeo musical favorito                       | «Part of Me»            | Ganadora  | [ 53 ] [ 54 ] |
| Radio Disney Music Awards          | Mejor canción de una ruptura                 | «Wide Awake»            | Nominada  | [ 55 ]        |
| Teen Choice Awards                 | Música elegida: Sencillo de Artista Femenina | «Part of Me»            | Nominada  | [ 56 ]        |
| Teen Choice Awards                 | Canción elegida para una ruptura             | «Wide Awake»            | Nominada  | [ 56 ]        |

## Lista de sencillos
Créditos adaptados de las notas de Teenage Dream: The Complete Confection.

| N.º     | Título                                             | Escritor(es)                                                                     | Productor(es)                | Duración |  |
| 1.      | «Teenage Dream»                                    | Katy Perry Lukasz Gottwald Max Martin Benjamin Levin Bonnie McKee                | Dr. Luke Benny Blanco Martin | 3:47     |  |
| 2.      | «Last Friday Night (T.G.I.F.)»                     | Perry Gottwald Martin McKee                                                      | Dr. Luke Martin              | 3:50     |  |
| 3.      | «California Gurls» (con Snoop Dogg)                | Perry Calvin Broadus Gottwald Martin Levin McKee                                 | Dr. Luke Blanco Martin       | 3:56     |  |
| 4.      | «Firework»                                         | Perry Mikkel S. Eriksen Tor Erik Hermansen Sandy Wilhelm Ester Dean              | Stargate Sandy Vee           | 3:47     |  |
| 5.      | «Peacock»                                          | Perry Eriksen Hermansen Dean                                                     | Stargate                     | 3:51     |  |
| 6.      | «Circle the Drain»                                 | Perry Christopher Stewart Monte Neuble                                           | Stewart Kuk Harrell          | 4:32     |  |
| 7.      | «The One That Got Away»                            | Perry Gottwald Martin                                                            | Dr. Luke Martin              | 3:47     |  |
| 8.      | «E.T.»                                             | Perry Gottwald Martin Joshua Coleman                                             | Dr. Luke Ammo Martin         | 3:26     |  |
| 9.      | «Who Am I Living For?»                             | Perry Stewart Neuble Brian Thomas                                                | Stewart Harrell              | 4:08     |  |
| 10.     | «Pearl»                                            | Perry Greg Wells Stewart                                                         | Wells                        | 4:07     |  |
| 11.     | «Hummingbird Heartbeat»                            | Perry Stewart Stacy Barthe Neuble                                                | Stewart Harrell              | 3:32     |  |
| 12.     | «Not Like the Movies»                              | Perry Wells                                                                      | Wells                        | 4:01     |  |
| 13.     | «The One That Got Away» (acústico)                 | Perry Gottwald Martin                                                            | Jon Brion                    | 4:19     |  |
| 14.     | «Part of Me»                                       | Perry Gottwald Martin McKee                                                      | Dr. Luke Martin Cirkut       | 3:36     |  |
| 15.     | «Wide Awake»                                       | Perry Gottwald Martin McKee Cirkut                                               | Dr. Luke Cirkut              | 3:41     |  |
| 16.     | «Dressin' Up»                                      | Perry Stewart Neuble Matt Thiessen                                               | Stewart Harrell              | 3:43     |  |
| 17.     | «E.T.» (con Kanye West)                            | Perry Gottwald Martin Coleman                                                    | Dr. Luke Ammo Martin         | 3:51     |  |
| 18.     | «Last Friday Night (T.G.I.F.)» (con Missy Elliott) | Perry Gottwald Martin McKee                                                      | Dr. Luke Cirkut              | 3:59     |  |
| 19.     | «Tommie Sunshine's Megasix Smash-Up»               | Perry Broadus Gottwald Martin Levin McKee Eriksen Hermansen Wilhelm Dean Coleman | Tommie Sunshine              | 7:03     |  |
| 1:17:01 |                                                    |                                                                                  |                              |          |  |

Notas
- «Tommie Sunshine's Megasix Smash-Up» contiene elementos de «California Gurls», «Teenage Dream», «Firework», «E.T.», «Last Friday Night (T.G.I.F.)» y «The One That Got Away».
- Las ediciones japonesas del álbum no incluyen las pistas 18 y 19.[57]

## Créditos
Créditos adaptados de AllMusic.
- Kory Aaron – asistente, asistente de ingeniería
- Ammo – batería, teclados, productor, programación
- Chris Anokute – A&R (artista y repertorio)
- Benny Blanco – batería, teclados, productor, programación
- Tucker Bodine – asistente, asistente de ingeniería
- Ronette Bowie – A&R (artista y repertorio)
- Jon Brion – músico, productor
- Angelo Caputo – asistente
- Eric Caudieux – edición
- Ted Chung – coordinación de producción
- Steve Churchyard – ingeniería de batería
- Cirkut – batería, teclados, productor, programación, productor de remezclas
- Angelica Cob-Baehler – directora creativa
- Kenneth Colby – programación de batería, secuenciación
- Will Cotton – pinturas originales, fotografía
- Megan Dennis – coordinación de producción
- Steven Dennis – asistente, asistente de ingeniería
- Dr. Luke – batería, productor ejecutivo, teclados, productor, programación, productor de remezclas
- Missy Elliott – artista invitada, voces
- Mikkel S. Eriksen – ingeniero, instrumentación
- Nicolas Essig – asistente de ingeniería
- Josh Freese – batería
- Brian «Big Bass» Gardner – masterización
- Chris Gehringer – masterización
- Serban Ghenea – mezcla
- Clint Gibbs – asistente, ingeniero
- Noah Goldstein – ingeniero de voces
- Jake Gorski – asistente
- Aniela Gottwald – asistente, asistente de ingeniería
- Tatiana Gottwald – asistente, asistente de ingeniería
- Mark Gray – asistente, asistente de ingeniería
- Mike Green – programación
- John Hanes – ingeniero, mezcla
- Kuk Harrell – productor de voces
- Travis Harrington – asistente de ingeniería
- Chandler Harrod – asistente
- Tor Erik Hermansen – instrumentación
- Ngoc Hoàng – coordinación
- Sam Holland – ingeniero
- Josh Houghkirk – asistente de ingeniería
- James Hunt – asistente
- Liz Isik – A&R (artista y repertorio)
- Jaycen Joshua – mezcla
- Greg Koller – ingeniero, mezcla
- Damien Lewis – ingeniero
- Ed Lidow – asistente
- Giancarlo Lino – asistente de mezcla
- Charles Malone – asistente, asistente de ingeniería, guitarra
- Adam Marcello – celesta, percusión
- Max Martin – batería, productor ejecutivo, teclados, productor, programación
- Julio Miranda – guitarra
- Katie Mitzell – coordinación de producción
- Monte Neuble – teclados
- Luis Navarro – asistente, asistente de ingeniería
- Nick Chahwala – ingeniero de bajo, ingeniero de guitarra, sonidos
- Chris «Tek» O'Ryan – ingeniero, ingeniero de guitarra
- Carlos Oyanedel – ingeniero
- Brent Paschke – guitarra
- L. Leon Pendarvis – arreglista, director
- Katy Perry – guitarra, artista principal, voces
- Lenny Pickett – saxofón
- Jo Ratcliffe – dirección de arte
- Irene Richter – coordinación de producción
- Justin Roberts – asistente, asistente de ingeniería
- Tim Roberts – asistente, asistente de mezcla
- Phil Seaford – asistente
- Bob Semanovich – marketing
- Jason Sherwood – ingeniero
- Vanessa Silberman – coordinación de producción
- Daniel Silvestri – bajo, guitarra
- Snoop Dogg – artista invitado, voces
- Stargate – productor
- Rob Stevenson – A&R (artista y repertorio)
- C. «Tricky» Stewart – programación de batería, teclados, productor, secuenciación
- Patricia Sullivan – masterización
- Tommie Sunshine – arreglo de remezclas, productor de remezclas
- Phil Tan – mezcla
- Gavin Taylor – dirección de arte, diseño
- Brian «B-Luv» Thomas – programación de batería, ingeniero, ingeniero de guitarra
- Michael Thompson – bajo, guitarra
- Pat Thrall – programación de batería, ingeniero, guitarra (ritmo), efectos de voz, vocoder
- Lewis Tozour – ingeniero
- Randy Urbanski – asistente, asistente de ingeniería
- Julian Vasquez – ingeniero de voces
- Sandy Vee – instrumentación, mezcla, productor
- Mark Verbos – ingeniero
- Stephen Villa – asistente
- Miles Walker – ingeniero
- Fabien Waltmann – programación, sintetizador
- Greg Wells – batería, piano, productor, programación, sintetizador
- Kanye West – artista invitado, voces (cortesía de Def Jam Recordings)
- Emily Wright – ingeniero
- Andrew Wuepper – ingeniero, ingeniero de guitarra

## Posicionamiento en listas
| Listas (2012)                       | Mejor posición |
| ----------------------------------- | -------------- |
| Australia (ARIA)                    | 5              |
| Bélgica (Ultratop flamenca)         | 14             |
| Bélgica (Ultratop valona)           | 29             |
| Países Bajos (Album Top 100)        | 44             |
| Finlandia (Suomen Virallinen Lista) | 18             |
| Francia (SNEP)                      | 14             |
| Nueva Zelanda (RMNZ)                | 2              |
| Suecia (Sverigetopplistan)          | 47             |
| Estados Unidos Billboard 200        | 7              |

| Listas (2012)                      | Posición |
| ---------------------------------- | -------- |
| Álbumes australianos (ARIA)        | 27       |
| Álbumes franceses (SNEP)           | 96       |
| Álbumes de Nueva Zelanda (RMNZ)    | 22       |
| Lista (2013)                       | Posición |
| Álbumes australianos (ARIA)        | 89       |
| Lista (2014)                       | Posición |
| Álbumes australianos (ARIA)        | 95       |
| Lista (2020)                       | Posición |
| Álbumes australianos (ARIA)        | 74       |
| Lista (2021)                       | Posición |
| Álbumes australianos (ARIA)        | 53       |
| Lista (2022)                       | Posición |
| Álbumes australianos (ARIA)        | 36       |
| Álbumes suecos (Sverigetopplistan) | 89       |
| Lista (2023)                       | Posición |
| Álbumes australianos (ARIA)        | 38       |
| Álbumes suecos (Sverigetopplistan) | 58       |

## Certificaciones
| País      | Organismo certificador | Certificación | Ventas certificadas | Ref.   |
| --------- | ---------------------- | ------------- | ------------------- | ------ |
| Australia | ARIA                   | 7× Platino    | 490 000             | [ 78 ] |
| Dinamarca | IFPI Dinamarca         | Platino       | 20 000              | [ 79 ] |

## Historial de lanzamientos
| Región         | Fecha                   | Formatos                           | Discográfica | Ref.   |
| -------------- | ----------------------- | ---------------------------------- | ------------ | ------ |
| Hong Kong      | 27 de marzo de 2012     | CD descarga digital                | EMI          | [ 80 ] |
| Taiwán         | 30 de marzo de 2012     | CD descarga digital                | Gold Typhoon | [ 81 ] |
| Colombia       | 2 de abril de 2012      | CD descarga digital                | EMI          | [ 82 ] |
| Estados Unidos | 9 de septiembre de 2020 | LP (Exclusivo de Urban Outfitters) | Capitol      | [ 83 ] |